# ثوم أحادي الزهرة
ثوم أحادي الزهرة (الاسم العلمي: Allium uniflorum) هو نوع غير مؤكد من النباتات يتبع جنس الثوم من الفصيلة النرجسية.